# Forsythe Racing
Forsythe Racing är ett amerikanskt racingteam som är mest berömt för att ha tävlat i Champ Car under många år, med en titel, tagen av Paul Tracy 2003.

## Historia
Stallet körde först mellan 1983 och 1985, med en andra plats med Teo Fabi 1983 som främsta merit. Stallet återstartades sedan som ett projekt med Gerry Forsythe och Barry Green, som Forsythe-Green Racing inför säsongen 1992. Inför 1994 splittrades stallet, och Green anställde Kanadensaren Jacques Villeneuve som förare, medan Forsythe körde med Raul Boesel. Stallet fick även cigarettillverkaren Player's som sponsor. Han tog sin första seger på Road America samma år, och slutade på sjätte plats i mästerskapet. 1995 blev Villeneuve mästare, samt vann det årets Indianapolis 500. Efter det förlorade Green honom till Williams i formel 1, vilket gjorde att Forsythe kunde locka Player's att återvända till sitt stall, då man anställde 1995 års mästare i Indy Lights; Greg Moore, som var kanadensare, vilket var förutsättningen för Player's sponsorskap, och han körde för teamet under fyra säsonger, och lyckades ta fem segrar under perioden och få rykte om sig som Nordamerikas mest lovande formelbilsracingförare. Stallet skulle dock bli av med honom inför 2000, då Moore 1999 skrev på för Marlboro Team Penske. I hans sista tävling med Forsythe skulle han dödskrascha på California Speedway.
Stallets följande säsonger kördes med kanadensarna Patrick Carpentier och Alex Tagliani som förare. Frånsett fem segrar under fem år för teamet av Carpentier lyckades ingen av dessa bägge ge den stjärnglans Moore gett teamet, och när stjärnföraren Paul Tracy inte ville följa med Team Green till IndyCar Series inför 2003, anställde teamet sin fjärde kanadensiske förare, på Taglianis bekostnad. Tracy gjorde succé under sin första säsong, och tog hand om sin enda mästerskapstitel, vilket var Forsythes första och enda titel i ett eget regi. De följande säsongerna gav skapliga resultat, men först 2006 i Champ Car, som serien bytt namn till (med Forsythe som delägare), lyckades en av stallets förare kämpa om titeln. Det var nyförvärvet under säsongen; A.J. Allmendinger som chockerade etablissemanget genom att vinna sina tre första tävlingar för teamet, och till slut bli trea totalt, efter fem segrar. Efter en hyfsad säsong 2007 med en seger (genom Paul Tracy på Cleveland), valde stallet att inte satsa på IndyCar när Gerry Forsythe och Kevin Kalkhoven lade ned serien under hård ekonomisk press.